# Hypomecis subdetractaria
Hypomecis subdetractaria là một loài bướm đêm trong họ Geometridae.